# 熊冠斗
熊冠斗，湖北省武昌府興國州人，清朝政治人物、同進士出身。
光緒十二年（1886年），参加光緒丙戌科殿試，登進士三甲88名。同年五月，著主事分部学习。